# Сангвинето (Кјети)
Сангвинето (итал. Sanguineto) је насеље у Италији у округу Кјети, региону Абруцо.
Према процени из 2011. у насељу је живело 91 становника. Насеље се налази на надморској висини од 99 м.